# 山萝花单囊壳
山萝花单囊壳（学名：Sphaerotheca melampyri）是属于白粉菌目白粉菌科单囊壳属的一种真菌，寄生在玄参科植物上。该种分布于中国。